# Евипп
Евипп или Эвипп (др.-греч. Εὔιππος) — имя нескольких персонажей древнегреческой мифологии и исторических личностей:
- сын Фестия, царя Этолии, участник калидонской охоты, убитый Мелеагром[1][2];
- ликиец, убитый Патроклом под Троей[3][4];
- сын Мегарея, убитый киферонским львом[5][6];
- отец Алабанда, эпонима Алабанды-Антиохии в Карии[7];
- аркадянин, чей щит был выставлен в храме Афины в Аргосе как часть военной добычи[8];
- архонт Эретрии в III веке до н. э.[9]